# Мезоамерика

Мезоамерика (от гръцки μέσος – среден) е историко-културен регион на северноамериканския континент включващ южната половина на Мексико, териториите на Гватемала, Ел Салвадор и Белиз, както и на запад Хондурас, Никарагуа и Коста Рика. Това е една област, определена от сходни култури, които са просъществували продължително през историята на местния регион.

## Особености
Културното единство на мезоамериканските народи се отразява в няколко характерни особености; Пол Кирхоф ги идентифицира  въз основа на следните дадености изброени по-долу като прилики.

### Прилики между мезоамериканските народи
1. селскостопанска икономика,
2. отглеждане на царевица,
3. използване на два календара
  1. ритуален 260-дневен календар и
  2. граждански 365-дневен календар
4. човешки жертвоприношения като част от религиозните ритуали,
5. каменни сечива и материали и
6. непознаване на черната металургия.

По този начин мезоамериканските народи се разграничат от американските съседни народи на
север и на юг.

### Основни народи
Обособяването на Мезоамерика продължава няколко века. Преди испанската колонизация през 15 век съществува мозайка от езици и етнически групи. Сред тях по-централно място заемат културите:
- на ацтеките,
- на маите,
- на Теотиуакан,
- на сапотеките,
- на миштеките,
- на олмеките и
- тараската култура.

Мезоамерика е била дом на много народи, някои от които едва сега започват да се изследват. Важен напредък на археологията в центъра на Мексико, и особено в Оахака, са разкопките на Алфонсо Касо, в Монте Албан, а в областите обитавани от маите – тези на екипа на Рикетсън (Ricketson) и изследването на селището Уашактун. Тези 2 съседни региона (сапотеки и маи) са напълно отделни културни явления, въпреки че съществуват предположения за общи елементи, които изискват обяснение.

## География на региона
По площ Мезоамерика е 1 000 218 км2. Условно това е полосата между 10° и 22° северна ширина. През 1939 г., описвайки културното пространство на Мезоамерика, Алфред Крьобер въвежда концепцията за „културни региони“.
В смисъла на определението на Крьобер Паул Кирхоф очертава следните географски граници на Мезоамерика:
- северната граница започва с река Синалоа, в Синалоа, до басейна на Лерма. Оттам нагоре към реката Рио Сото ла Марина в Тамаулипас.
- Южната граница започва с река Улуа в Белиз, пресича реките на Никарагуа на полуостров Никоя в Пунта Аренас. Границите са гъвкави, което означава, че областта зависи от увеличаването или намаляването на ресурсите през дадени периоди.
- На запад Мезоамерика е ограничена от Тихия океан, а
- на изток от Карибско море с Мексиканския залив на североизток.